# Schlacht von Toba-Fushimi
Toba-Fushimi – Awa – Burg Ōsaka – Kōshū-Katsunuma – Utsunomiya – Edo – Ueno – Hokuetsu – Hatchōoki – Bonari-Pass – Aizu – Noheji – Miyako-Bucht – Hakodate – Hakodate
Die Schlacht von Toba-Fushimi (jap. 鳥羽・伏見の戦い, Toba-Fushimi no tatakai) vom 27. Januar bis 31. Januar 1868 war eine militärische Auseinandersetzung während des Boshin-Kriegs südlich der Ortszugänge zum damaligen Kyōto, des Toba-guchi (鳥羽口) und des Fushimi-guchi (伏見口). Dabei trafen Truppen des Tokugawa-Shogunats unter dem nominellen Oberbefehl des Shogun Tokugawa Yoshinobu auf Truppen einer Allianz der Han von Satsuma, Chōshū und Tosa unter dem Befehl Kaiser Meijis. Die Schlacht endete nach viertägigen Kampfhandlungen mit einer vollständigen Niederlage der Shogunatstruppen.

## Vorgeschichte

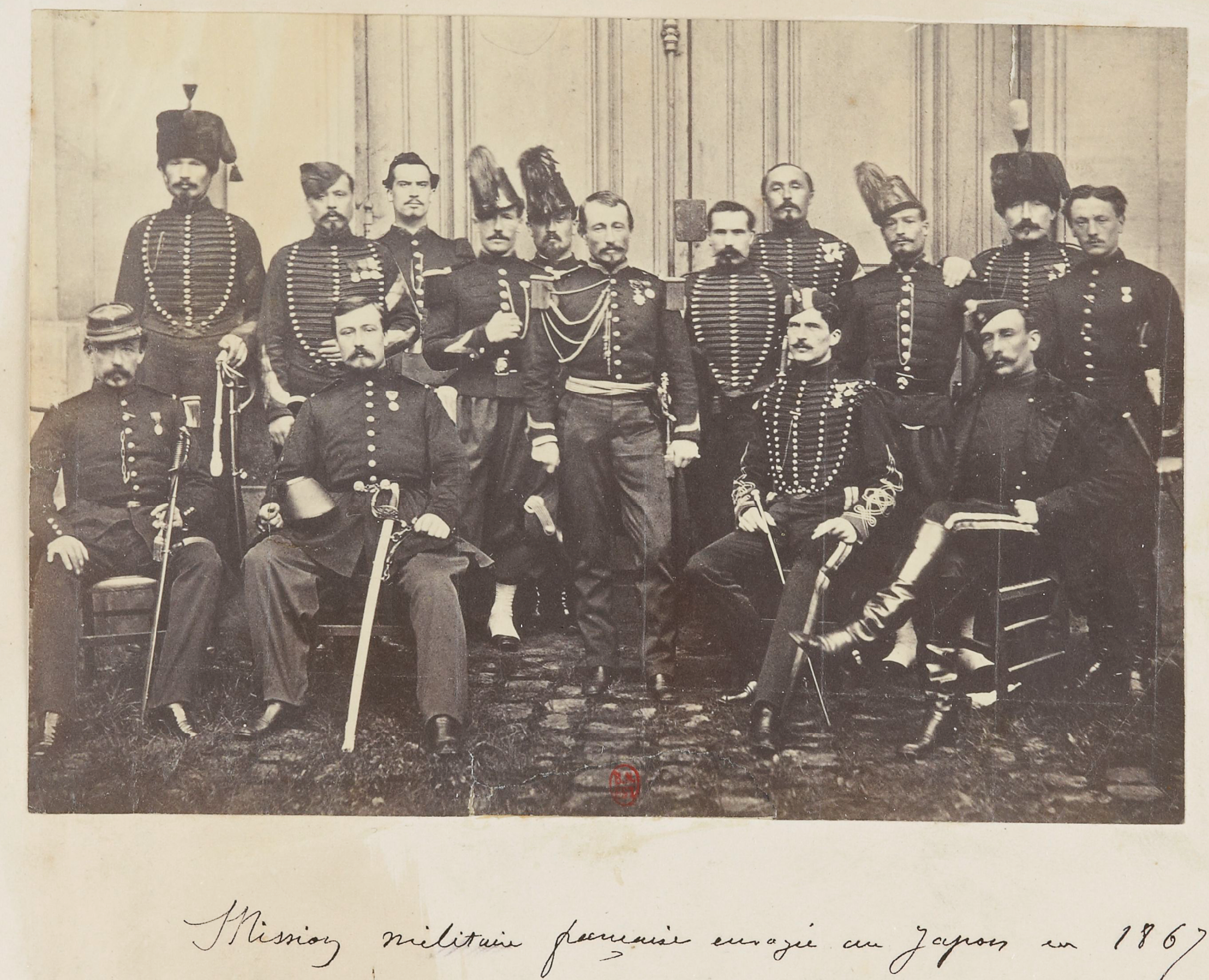
Die französische Militärmission 1867 vor ihrem Aufbruch nach Japan

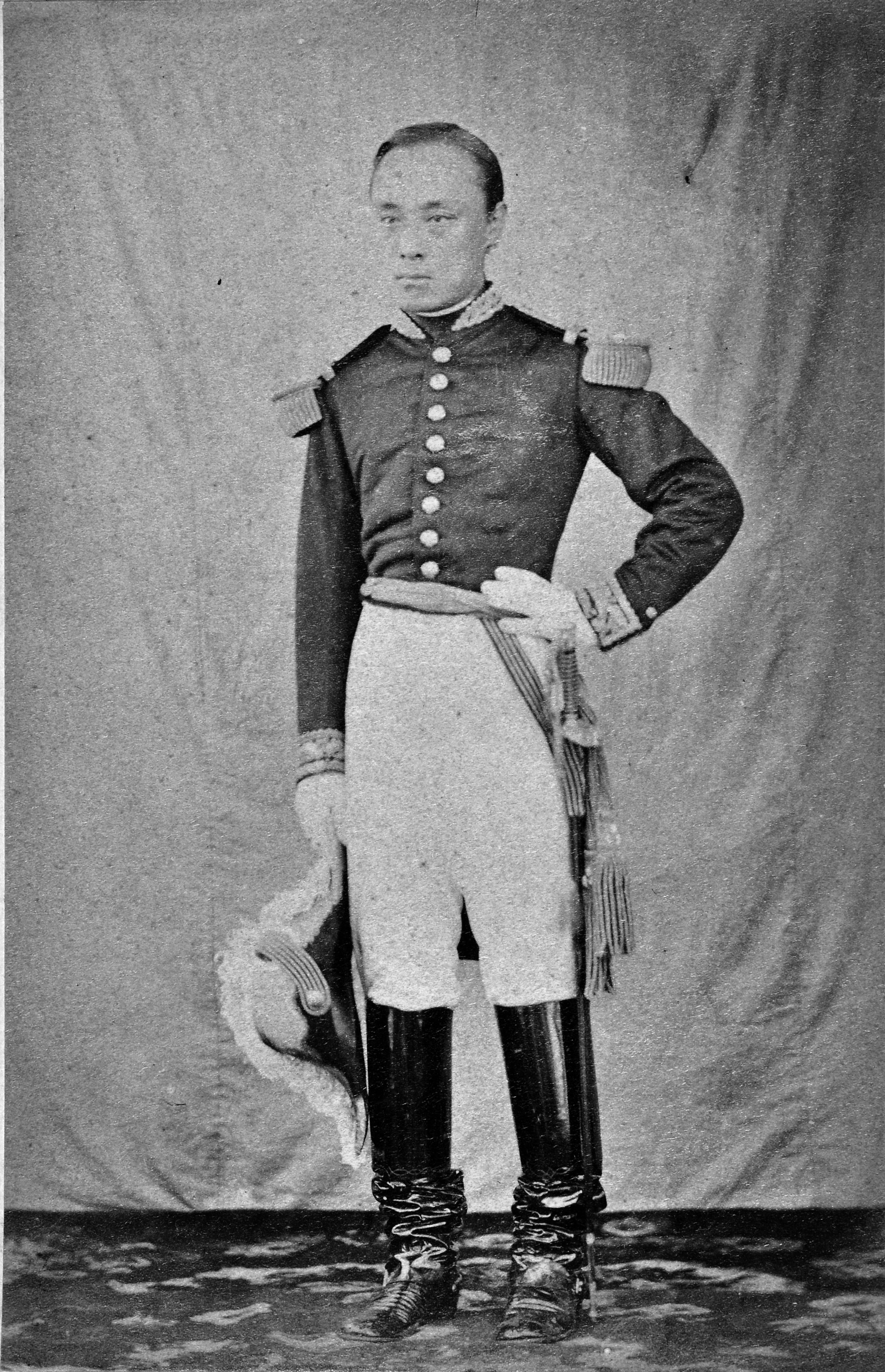
Tokugawa Yoshinobu um 1867

Nach Jahrhunderten der Herrschaft erlebte die Tokugawa-Dynastie während der Zeit des Bakumatsu ihren Niedergang, der unter anderem durch die 1852 erzwungene Öffnung Japans durch ausländische Mächte nach zwei Jahrhunderten Isolation ausgelöst wurde. Das Shogunat war gezwungen worden, eine Reihe Ungleicher Verträge zu unterzeichnen, was sein Ansehen im Inland untergrub, da es seine Legitimität aus der Gewährleistung von Frieden und Sicherheit ableitete. Außerdem warf die Ankunft der Ausländer viele ungeklärte innen- sowie außenpolitische Fragen auf.
1867 war die Macht des Shogunats so weit geschwunden, dass es gezwungen war, weitgehende Zugeständnisse zu machen.
Am 29. Oktober 1867 übergab ein Vertreter Tosas einen Vorschlag zur zukünftigen Verteilung der politischen Macht in Japan an Rōjū Itakura Katsukiyo. Dieser beinhaltete die Rückgabe der Autorität an den Kaiser und die Bildung einer unter kaiserlicher Aufsicht stehenden Regierung aus Daimyōs, deren Vasallen und Kuges.
Am 7. November 1867 nahm Yoshinobu Tokugawa den Vorschlag Tosas an und beendete damit die seit 264 Jahren bestehende, uneingeschränkte Herrschaft seiner Familie. Der Vorschlag hatte keine Auswirkung auf die Autonomie der Han und wies große Ähnlichkeit mit der bereits zuvor vom Shogunat betriebenen Politik des Kōbugattai auf, die eine gemeinsame Abstimmung zwischen Kaiserhaus und Shogunat vorsah.
Die Gründe für die Annahme waren vielfältig, so entwickelte Satsuma zeitgleich einen weitreichenderen Plan. Dieser sah vor, die Tokugawas ihrer Regierungsgewalt zu entheben und mit militärischer Gewalt ihren direkten Herrschaftsbereich zur Kapitulation zu zwingen, um ihnen die Grundlage ihrer Macht zu entziehen. So erschien der Vorschlag Tosas als das kleinere Übel.
Im Oktober 1867 kam es zu Truppenbewegungen Satsumas und Chōshūs, die in Verbindung mit dem bekannt gewordenen Plan Satsumas bedrohlich wirkten. Auch der Daimyō von Hiroshima wandte sich am 1. November 1867 an den Shogun und sprach sich für eine Übergabe der Macht an den Kaiser aus. Drei Tage später, am 4. November, erhielt Yoshinobu Tokugawa Berichte über einen für den 10. oder 11. November geplanten Putsch durch Satsuma und Chōshū sowie Rōnin, Tosa und Nakatsugawa sowie Shishi.
Die Shogunatstruppen befanden sich noch in der Umorganisation und Ausbildung durch französische Militärberater, eine Waffenfabrik war im Bau und Waffenlieferungen sowie britische Marineberater auf dem Weg nach Japan, außerdem war die finanzielle Situation schlecht.
Shogun Tokugawa und seine Berater sahen den Vorschlag Tosas als kleineres Übel, die Annahme eines Planes, der, wie bisherige Erfahrungen zeigten, zum Scheitern verurteilt war, konnte einen Zeitgewinn bedeuten, der auch den im Jahr zuvor auf den Weg gebrachten Keiō-Reformen eine Gelegenheit bot, noch ihre Wirkung zu entfalten. Darüber hinaus hing Tokugawa Yoshinobu nicht an seinem Amt, er hatte in früheren Jahren bereits seine Ablehnung signalisiert und die Nachfolge Tokugawa Iemochis nur widerstrebend angetreten.
Am 9. November übergab der Shogun offiziell seine Autorität an den Kaiserhof, der ihm im Gegenzug mitteilte, die Wahrnehmung der Staatsangelegenheiten sollte bis zur Einrichtung der neuen Daimyōversammlung erst einmal wie bisher gehandhabt werden. Dies lief darauf hinaus, dass das Shogunat weiterhin alle unpopulären Entscheidungen treffen und verantworten musste, ohne auf den angestrebten breiteren Konsens zurückgreifen zu können.
Diese unbefriedigende Situation führte am 22. November zur Abdankung Tokugawa Yoshinobus, die allerdings vorerst ohne Folgen blieb. Der Vorschlag Tosas war somit im Sande verlaufen.
Der Verzicht auf die Vorherrschaft führte zu Unruhe und Widerstand unter den Vasallen der Tokugawa und die Versammlung der Daimyōs wurde von diesen, Fudai und Tozama gleichermaßen, hintertrieben, indem die überwiegende Mehrheit von ihnen dem Befehl, bei Hof zu erscheinen, unter Vorwänden nicht nachkamen und so den Tosa-Vorschlag zum Scheitern brachten. Satsuma steigerte indes seine Anstrengungen zur Vorbereitung einer bewaffneten Revolte und Truppen aller Parteien versammelten sich in Kyōto. Eine militärische Lösung des Konflikts kündigte sich an, worauf auch der stark angestiegene Import von obsoleten und modernen Schusswaffen hindeutete.
Am 26. Dezember landeten Chōshū-Truppen unweit von Osaka an der Küste Settsus und rückten auf Kyōto vor. Das Shogunat entschied sich, eine direkte militärische Konfrontation zu vermeiden, wies seine nahe gelegenen Vasallen an, ihre Grenzwachen zu verstärken und versicherte sich der Rückendeckung durch den Hof, indem es einen kaiserlichen Befehl erwirkte, der die Chōshū nach Osaka umleitete.
Da Osaka am 1. Januar 1868 für ausländische Schiffe geöffnet werden sollte, führte die Anwesenheit so vieler Daimyō-Truppen, insbesondere der fremdenfeindlichen Chōshū, in der Stadt zu zusätzlichem Druck seitens des britischen Gesandten Harry Parkes auf das Bakufu.
Am 31. Dezember setzte der Hof das Bakufu von einem Antrag in Kenntnis, radikale Höflinge zu amnestieren und Chōshū-Samurai wieder den Zutritt zu Kyōto zu erlauben. Das Shogunat antwortete hierauf tags darauf, dass sowohl das Ansinnen Parkes' als auch die Frage der Amnestierung auf einer Versammlung der anwesenden Daimyō besprochen werden sollten.
Daraufhin berief der Hof ein Treffen der anwesenden Daimyō für den 2. Januar ein, welches Tokugawa Yoshinobu und seine Berater boykottierten – vermutlich im Glauben, ihr Fernbleiben würde eine Entscheidung verhindern. Dies war nicht der Fall, im Gegenteil wurde nach ganztägigen Verhandlungen entschieden, dem Antrag auf Amnestie und erneuten Zutritt stattzugeben. Darüber informiert erhob Tokugawa Yoshinobu keinerlei Einwand. Die Sitzung zog sich weiter hin und bestand inzwischen auch aus Planern und Anhängern des weitreichenden Satsuma-Vorschlags. Ohne die Anwesenheit von Shogunats-Vertretern gelang es diesen, die kaiserliche Zustimmung zu ihrem Vorhaben zu erhalten, die Truppen des Bakufu und seiner Alliierten aus Kyōto zu entfernen und durch Truppen aus ihren eigenen Han zu ersetzen. Darüber hinaus sollten mit Bakufu-Sympathisanten besetzte Hofämter abgeschafft werden. Verspätete Versuche des Bakufu, diese Entscheidung noch abzuwenden, waren erfolglos. Erbitterte Feinde der Tokugawa hatten nun die Macht über den Kaisersitz Kyōto.
Am 4. Januar wurde Tokugawa Yoshinobu darüber informiert, dass der Hof entschieden habe, er solle in Kyoto erscheinen und Gebiete im Wert von zwei Millionen Koku abgeben sowie als Shogun abdanken, worauf er seine Zustimmung zum Rücktritt gab, aber auf den Landverzicht ausweichend antwortete.
Beratungen waren abgehalten worden, in denen die Befürworter eines sofortigen militärischen Gegenschlags gegen Satsuma denen eines Rückzugs auf Osaka unterlagen. Dort sollten Truppen zusammengezogen werden und der Shogun verfasste ein Schreiben an den Hof – den dieser allerdings nicht erhielt –, in dem er noch einmal sein Festhalten am Tosa-Vorschlag bekräftigte sowie die Handlungen der gegnerischen Han verurteilte.
Währenddessen war es in Edo zu vielen Shishi-Aktivitäten, ungeklärten Feuern und Schießereien gekommen. Diese hatten, zusätzlich zum Schreiben des Shogun, die Stimmung angeheizt und so wurden am 19. Januar die Niederlassungen Satsumas und Sadoharas überrannt sowie Verstärkungen nach Osaka gesandt. Dort führten diese Vorfälle zu einer Neueinschätzung der Lage.

## Schlachtverlauf

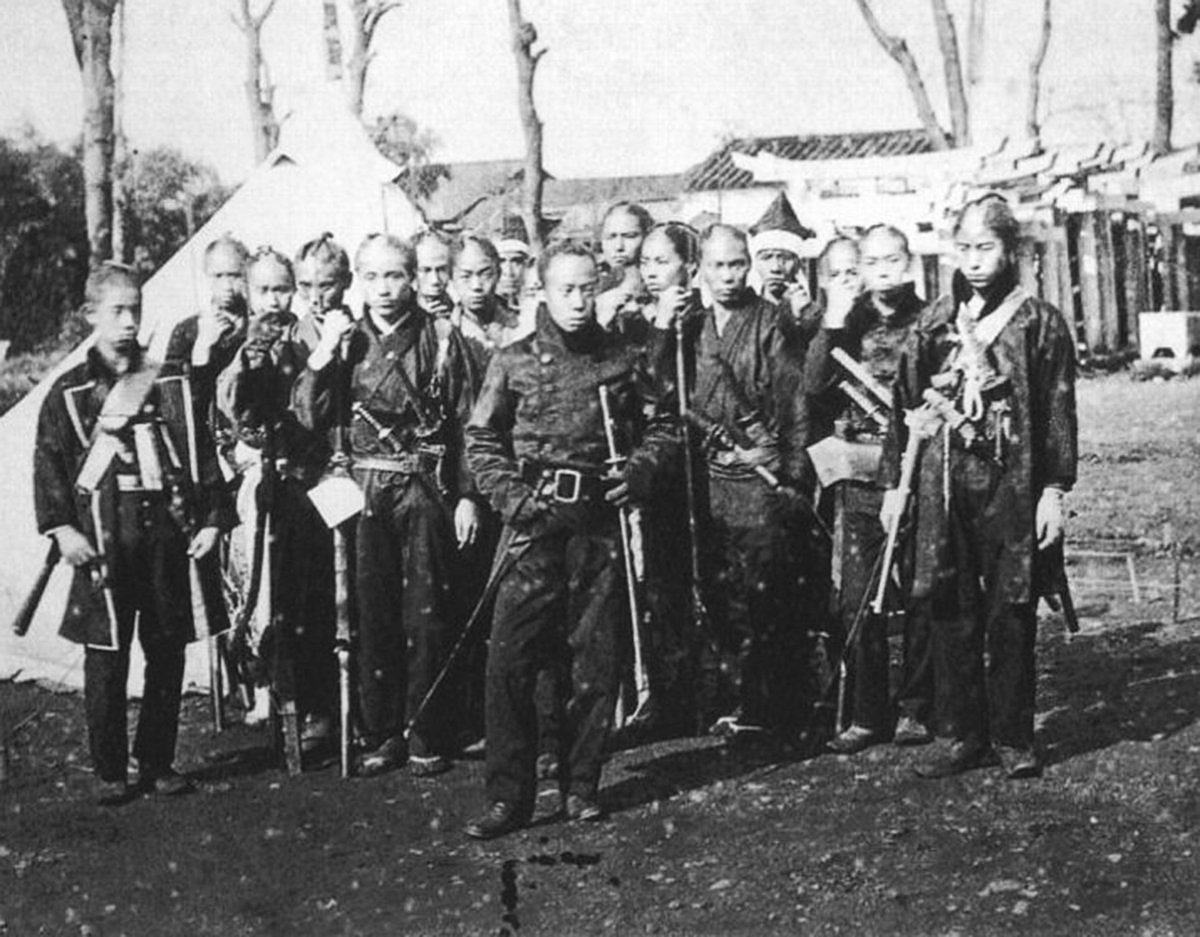
Bakufu-Soldaten in westlicher Uniform

An Neujahr 1868 hatte der Shogun ein Schreiben an den Hof verfasst, in dem die Verfehlungen Satsumas Punkt für Punkt aufgeführt wurden. Der Überbringer wurde allerdings von Satsuma-Wachen abgefangen und so erreichte das Schreiben seine Empfänger erst am 29. Januar. Bereits in den Tagen davor war, auch im Lichte der jüngsten Ereignisse in Edo, die Entscheidung gefallen, die politischen Winkelzüge aufzugeben und eine gewaltsame Lösung zu suchen. Bereits im Dezember war das Erscheinen des Shogun bei Hofe gefordert worden und diese Forderung sollte jetzt unter Einsatz einer Armee durchgesetzt werden.
Die einzelnen Regimenter der Shogunats-Truppen waren aus verschiedenen Truppengattungen zusammengesetzt, was ihre Kampfkraft herabsetzte. So waren zum Beispiel die Soldaten gemischt mit Blankwaffen und Schusswaffen ausgerüstet.
Dem Shogunat standen auf dem Papier 13.000 Mann zur Verfügung, 1.000 weitere aus Tsu waren durch Wachdienst in und um Osaka gebunden. 5.500 Soldaten sollten auf Kyōto vorrücken, der Rest Positionen entlang der Straße bis Osaka beziehen. 8.500 Mann sollten dann in den folgenden Tagen tatsächlich an Kampfhandlungen teilnehmen. Auf dem Papier war diese Zahl beeindruckend, jedoch wurden auch unzuverlässige und nicht existente Einheiten aufgeführt. So sollten Truppen aus Hikone die Munitionstransporte bewachen, hatten aber bereits zuvor die Seiten gewechselt, Männer aus Kii waren als Patrouillen in Osaka vorgesehen, waren aber bereits heimwärts abgezogen und Einheiten aus Ogaki sollten nordwärts eingesetzt werden, ihre Anführer sprachen sich aber gegen einen bewaffneten Konflikt aus. Dies geschah bewusst, um diesen Han ohne beiderseitigen Gesichtsverlust den erneuten Seitenwechsel zu erlauben. Theoretisch zumindest waren diese Zahlen aber beeindruckend und führten zu einem falschen Überlegenheitsgefühl auf der mittleren und unteren Befehlsebene.
Der Vormarsch der Shogunats-Armee begann am 25. Januar 1868. Ihre einzelnen Regimenter zogen auseinandergezogen und geteilt nordwärts Richtung Kyōto. So hingen zum Beispiel die Vorhut bildende Einheiten im Mittelfeld nach. Dies hatte zur Folge, dass als Toba und Fushimi erreicht wurden die Truppenteile nicht kampfbereit aufgestellt waren.

### Schlachtverlauf am 27. Januar
Am Nachmittag des 27. Januar erreichte die Armee die Südränder von Toba und Fushimi. Takikawa Tomoshige wurde an einer Straßensperre Satsumas der Durchmarsch verweigert, dieser zog sich, um das weitere Vorgehen zu besprechen, zurück. Zu diesem Zeitpunkt bildeten 400 Stadtwachen (Mimawari) die Vorhut, weiter zurück die Straße entlang gezogen folgten zwei Infanterie-Bataillone mit ungeladenen Gewehren. Acht Kompanien aus Kumawara waren nicht wie vorgesehen vor Ort. Diesen insgesamt etwa 2.000 bis 2.500 Mann standen ungefähr 900 Satsumas mit vier Geschützen gegenüber. Noch während das Bakufu beratschlagte, wie nun weiter zu verfahren sei, gingen die Satsuma-Einheiten in Gefechtsformation über und griffen in der Abenddämmerung an. Die überraschten Stadtwachen und Infanterie-Bataillone gerieten in Verwirrung und zogen sich zurück. Hierbei steckten sie Gebäude in Brand, um ihren Rückzug zu decken, wurden durch diese aber beleuchtet und boten ein gutes Ziel. Im Verlauf der nächsten Stunden stabilisierte sich die Lage, da die Satsuma-Truppen von einer großen zahlenmäßigen Unterlegenheit ausgingen, die aber wegen der Abwesenheit des Kontingents aus Kumawara nicht gegeben war. Dieses erschien, aber reagierte nur sehr verspätet auf den Befehl zum Vorrücken und als es um Mitternacht eintraf, hatten die Kämpfe bereits geendet.
Bei Fushimi hörte man den Kampflärm und einige Aizu-Truppen bewegten sich durch Fushimi Richtung Toba. Dies führte auch hier zu einem Angriff der Satsumas. Das Shogunat verfügte hier über 3.000 Mann, darunter vier Geschütze und 150 Shinsengumi, Kavallerieeinheiten und weitere Artillerie waren nicht wie befohlen zur Stelle.
Ihnen standen 1.400 Mann aus Satsuma, Tosa und Chōshū gegenüber.
Ein Vorstoß der Aizu wurde zurückgeschlagen und ihre Artillerie überrannt. Darauf griff Bakufu-Infanterie in den Kampf ein, der es dann gelang, den Gegner zurückzudrängen, bis östlich von Fushimi gelegene Chōshū mit Schusswaffen, Artillerie und Brandpfeilen frontal gegen sie vorgingen. Die Shogunatstruppen zogen sich ungeordnet über die den Uji überspannende Bungo-Brücke zurück, hielten aber einen Brückenkopf und sicherten so den Rückzug. Einigen wenigen Aizu gelang der Durchbruch zum westwärts gelegenen Toba.
Nach dieser schweren Niederlage begannen sich Truppenteile zur Burg Yodo zurückzuziehen. Bei Tagesanbruch meldeten die bei der Burg versammelte Anführer Takenaka, Okubo, Okochi Takikawa nach Osaka und Edo, die Kämpfe seien unentschieden verlaufen und dass der Gegner bald besiegt werde. Sie schlugen einen sofortigen Vorstoß zur Rückeroberung Fushimis vor, was von den Offizieren der betroffenen Einheiten aber unter Verweis auf die Erschöpfung ihrer Männer abgelehnt wurde. An beiden Kampfschauplätzen war der Vormarsch aufgehalten worden. Bei Toba waren die Verlusten an Soldaten, Material und Gelände gering, bei Fushimi aber hatten die Vasallen aus Aizu schwere Verluste und waren über den Fluss zurückgedrängt worden.

### Schlachtverlauf am 28. Januar
Am 28. Januar ging das Shogunat wieder an beiden Fronten zum Angriff über. Die Straße nach Toba wurde schnell wieder von Einheiten aus Kuwanu eingenommen. Mittlerweile waren die Kräfte Satsumas durch Truppen aus Kyoto sowie Fushimi verstärkt worden und die Ankunft des Prinzen Yoshiaki signalisierte Unterstützung durch den Hof. Den Satsumas gelang es, die Kuwanu zurückzudrängen. Aizu lösten sie ab, gerieten aber in schweres Geschütz- und Schusswaffenfeuer und erlitten schwere Verluste. Die Munition ging zur Neige und sie wurden über die Uji-Brücke zurückgedrängt. Dieser Vorstoß bedrohte die Yodo-Burg und führte zum Einsatz weiterer Aizu mit Piken und Unterstützung durch Kuwanu-Artillerie, die um 17 Uhr in den Nahkampf eingriffen. Sie schlugen die Satsumas zurück, wobei diese schwere Verluste erlitten. Der Einbruch der Nacht führte zu einer Unterbrechung der Kampfhandlungen.
Bei Fushimi gingen Aizu und Infanterieeinheiten des Shogunats entlang des Uji vor. Allerdings wurden einige Aizu zur Unterstützung der bedrängten Truppen bei Toba umdirigiert. Die verbliebenen Kräfte wurden von Choshu und Tosa zurückgedrängt und bezogen eine Verteidigungslinie nordöstlich der Burg. Hier wurden erneut Männer zur Unterstützung des Kampfes an der kleinen Uji-Brücke abgezogen und es kam zu keinen weiteren Kampfhandlungen mehr.
Im Verlauf des Tages hatte das Bakufu ungefähr 5.000 Mann eingesetzt, darunter 3.500 Mann Shogunats-Infanterie.
Die Kräfte Kyotos lagen zahlenmäßig darunter, waren aber seit dem Vortag verstärkt worden. Trotzdem gelang es ihnen nur mit Mühe und unter Einsatz fast aller Reserven, bei Toba die Oberhand zu behalten, und so konnten sie am Nachmittag keine weiteren Reserven mehr einsetzen und wurden nur durch den Einbruch der Nacht und die Beschränkungen des Shogunats gerettet.

### Schlachtverlauf am 29. Januar
Bei Tagesanbruch ging Kyoto erneut zum Angriff über. Die Kämpfe bei Toba wogten unentschieden hin und her, bis die Aizu und Bakufutruppen niedergerungen waren und bis zum Nachmittag über die die kleine Brücke zur Yodo-Burg zurückgetrieben wurden. Hier nahmen sie Verteidigungsstellungen ein und erhielten Verstärkung durch französisch ausgebildete und westlich uniformierte Einheiten.
Bei Fushimi waren vier Tosa-Kompanien aus dem Kampf herausgelöst und durch zwei Geschütze und Soldaten aus Satsuma und Choshu ersetzt worden. Mit diesen frischen Truppen gingen die Aufständischen auch hier zum Angriff über und trafen auf Aizu sowie Bakufu-Einheiten, die sich von der Burg nordwärts bewegten. Es entspann sich ein Feuergefecht, in dem die Shogunatseinheiten 300 Meter zurückgedrängt wurden und zwei Geschütze verloren. Aizu versteckten sich im Riedgras beiderseits der Straße und überraschten die unvorsichtig vorrückenden Choshu. Zeitgleich eröffneten Aizu-Geschütze das Feuer und die Shogunats-Infanterie ging zu einem Frontalangriff über.
Die Choshu wurden zurückgeschlagen und zogen sich fluchtartig auf Fushimi zurück. Allerdings unterließen die Kräfte des Bakufu eine Verfolgung, da einige Einheiten den Befehl zum Vorrücken verweigerten.
Spätere Versuche der Aizu, den inzwischen mit Reserven verstärkten Gegner zurückzuwerfen, schlugen fehl. Nach schweren Kämpfen zogen sich die Shogunatstruppen nach Yodo zurück.
Nun, da der Feind auch im Osten zurückgedrängt worden war, schlossen sich die Verteidiger Tobas und Fushimis am frühen Nachmittag zusammen und nahmen mit ihrer Artillerie die Burg unter Feuer.
Das Shogunat war nun bis zur Burg zurückgedrängt und das Gelände nördlich des Flusses in der Hand des Feindes, darüber hinaus waren schwere Verluste zu verzeichnen, was die Moral weiter untergrub. Die bisher kampfstarken Einheiten aus Aizu waren erschöpft und wurden durch schwächere ersetzt. Außerdem kursierten Gerüchte, dass der Nachschub ausging und mancherorts bereits Material vernichtet würde, um es nicht in die Hand des Feindes fallen zu lassen. Als Soldaten des Shogunats die Burg betreten wollten, verweigerten die Vasallen aus Yodo unter Androhung von Gewalt den Zutritt. Dies aus eigenem Entschluss, da und obwohl ihr Daimyo in Edo dem Bakufu vorstand.
Dies führte dazu, dass die Shogunatstruppen nun dem gegnerischen Feuer schutzlos ausgesetzt waren, durch die Burg potentiell bedroht waren und Gerüchte kursierten, die Yodo würden die große Brücke über den Kizu verbrennen und nach Süden durchbrechen, um so den Shogunatstruppen jede Rückzugsmöglichkeit nehmen. Somit wurde der Entschluss gefasst, sich auf vorbereitete Stellungen zwischen den Ortschaften Yamasaki und Yahata zurückzuziehen. In einem Bericht nach Osaka baten die Befehlshaber um jeden entbehrlichen Mann Verstärkung.

### Schlachtverlauf am 30. Januar
Der 30. Januar war ein klarer und kalter Tag. Die Truppen Kyotos umfassten an diesem Tag ungefähr 3.500 Mann. Ihnen standen zwischen 3.050 und 4.300 demoralisierte Shogunatstruppen gegenüber, die schlecht koordiniert waren und darum schlagkräftige Truppen wie die Aizu nicht mehr einsetzen konnten. Bei Yodo überquerten Satsuma- und Choshu-Einheiten in Booten den Kizu und rückten auf die Ostflanke des Shogunats bei Yahata vor, andere rückten entlang des Ostufers des Yodos vor, um bei Hashimoto dessen Westflanke zu bedrohen. Im Zentrum bewegten sich Aufständische die Straße entlang frontal auf die Linie zwischen Yahata und Hashimoto zu.
Um 10 Uhr begannen im Zentrum und an der Ostflanke um Yahata die Kampfhandlungen, wo es den Angreifern ohne größere Mühe gelang, ihren Gegner zurückzudrängen. Die Artillerie des Shogunats war an der westlichen Flanke konzentriert und sollte die entlang des Yodo vorrückenden Feinde in ein Kreuzfeuer nehmen. Die Tsu-Artillerie blieb aber stumm und als sie um 12 Uhr endlich das Feuer eröffnete, tat sie dies vollkommen überraschend auf die eben noch verbündeten Shogunatstruppen. Als Meldungen hierüber die Ostflanke erreichten, verursachte dies eine Panik, da die dortigen Einheiten fürchteten, vom Rückzug abgeschnitten zu werden, und sich auf Hiakata zurückzogen. Hierdurch war die Westflanke auch im Rücken bedroht und zog sich ebenfalls zurück. Am Spätnachmittag war der Rückzug allgemein und die siegreichen Aufständischen bereiteten sich auf den Vormarsch am nächsten Tag vor.
Dazu sollte es aber nicht mehr kommen, da Itakura des Nachts den Rückzug auf Osaka befahl.

## Analyse
Das zögerliche, passive Verhalten des Bakufu führte zu einem Mangel an Führung und Vertrauen und förderte den Abfall verbündeter Han. Als schließlich die Entscheidung zum Kampf fiel, war diese überhastet und ohne nachhaltige Planung.
Die Aufstellung bei Schlachtbeginn fiel auf Grund von politischen Erwägungen und führte dazu, dass die Initiative bei den Aufständischen lag. Dass nur 6.000 Mann nahe genug am Feind standen, um in den ersten 40 Stunden in die Kämpfe eingreifen zu können, war vermutlich auf die mangelnde Zuverlässigkeit eines großen Teils dieser Einheiten zurückzuführen. Die Führer des Bakufu fürchteten den Einfluss der Shishi auf die Truppen der großen Han. Auch könnte die Anwesenheit britischer Kriegsschiffe in Osaka Einfluss darauf gehabt haben. Der Großteil der Truppen blieb jedenfalls in der Nähe Osakas.
Die Führung war mangelhaft. Tokugawa Yoshinobu lag mit einer angeblichen Erkältung im Bett. Der formelle Befehlshaber, Okochi, befand sich in Yodo, Takenaka, der nächste in der Befehlskette, befand sich anfangs in Fushimi. Ihr Einfluss auf den Schlachtverlauf war aber begrenzt – einerseits wegen des plötzlichen Ausbruchs der Kampfhandlungen, zum anderen auf Grund des mangelnden Gehorsams der untergebenen Offiziere. So weigerten sich beim verspäteten Vormarsch der Kuwara bei Beginn der Kämpfe um Toba und am Morgen das 28. Januar Bakufu- und Aizu-Einheitsführer bei Fushimi, zügig zum Gegenangriff überzugehen.
Zudem bestand das Problem, dass die Schlacht an zwei verschiedenen Abschnitten geschlagen wurde und eine Niederlage an einem der beiden zur Bedrohung im Rücken des anderen werden konnte. Die Rückschläge zu Beginn der Kämpfe führten dazu, dass die Moral rapide sank. Auch bewog die offene Unterstützung der Aufständischen durch den Kaiserhof manche Han zur Zusammenarbeit. Da am letzten Tag der Schlacht die Verlustraten stark zurückgegangen waren, scheint bis dahin die Kampfmoral geschwunden zu sein. Viele Kampfberichte sprechen für den letzten Tag von Defätismus bei Soldaten und Einheitsführern. Dies geschah auch bei den von Franzosen ausgebildeten modernen Einheiten.
Die vorhandene Artillerie war nicht ausreichend versorgt und nur teilweise in Reichweite der Kämpfe in Stellung gebracht worden.
Während die Truppen Satsumas und Choshus einheitlich mit modernen Gewehren ausgerüstet waren und nur deren kleinere Kontingente schlecht ausgerüstet waren, verfügten die Truppen des Shogunats insgesamt über eine sehr gemischte Bewaffnung.
Während die besten Einheiten – wie die durch Franzosen ausgebildete Infanterie – moderne Waffen besaßen, waren zum Beispiel die Mimawari, die als erste mit dem Feind in Kontakt kamen, und auch die Shinsengumi mit Piken ausgerüstet. Auch die sich als kampfstark erweisenden Aizu verfügten nur über eine Bewaffnung aus Schwertern und Piken.